# Min salig bror Jean Hendrich
Min salig bror Jean Hendrich är en historisk roman av Carina Burman utgiven 1993.
Romanen handlar om Johan Henrik Kellgrens liv på 1700-talet. Den har två berättare: hans bror, lantprästen Jonas, och hans älskarinna Hedda. Carina Burman skrev en doktorsavhandling om Kellgrens liv och hade så mycket material att hon beslöt att också skriva en roman om honom.